# 1889 en Bretagne
 Chronologie de la Bretagne
- 1885
- 1886
- 1887
- 1888
- 1889
- 1890
- 1891
- 1892
- 1893

Cette page recense des événements qui se sont produits durant l'année 1889 en Bretagne.

## Société

### Naissance
- 1er février à Brest : Victor Eusen (décédé en 1944), dernier maire de la commune de Saint-Pierre-Quilbignon entre 1929 et 1944 et le président de la délégation spéciale chargée de gérer Brest de 1942 à 1944.